# Agáta
Agáta je ženské jméno pocházející z řeckého slova ἀγαθός – dobrá, zdatná, ušlechtilá. Do češtiny se jméno někdy převádí jako Háta nebo Dobruše. Za mužskou formu můžeme považovat jméno Agaton.

## Statistické údaje
Následující tabulka uvádí četnost jména v ČR a pořadí mezi ženskými jmény ve srovnání dvou roků, pro které jsou dostupné údaje MV ČR – lze z ní tedy vysledovat trend v užívání tohoto jména:
| Rok       | Četnost      | Pořadí    |
| 1999      | 474          | 299.      |
| 2002      | 514          | 293.      |
| 2006      | 1 150        | 226.      |
| 2016      | 3 406        | 256.      |
| Porovnání | o 2 932 více | o 43 lépe |

Změna procentního zastoupení tohoto jména mezi žijícími ženami v ČR (tj. procentní změna se započítáním celkového úbytku žen v ČR za sledované tři roky 1999-2002) je +9,3%, což svědčí o poměrně značném nárůstu obliby tohoto jména.

## Jméno Agáta v jiných jazycích
- Anglicky: Agatha
- Italsky: Agata
- Německy: Agathe
- Maďarsky: Ágota

## Data jmenin
- Český kalendář: 14. října
- Slovenský kalendář: 5. února
- Římskokatolický církevní kalendář: 5. února

## Významné osoby se jménem Agáta
- Svatá Agáta z Katánie († 251), sicilská křesťanská mučednice
- Agáta Lotrinská (1120–1147), hraběnka burgundská
- Agatha Christie (1890–1976), anglická spisovatelka
- Agáta Hanychová

česká modelka, herečka, moderátorka a dcera Veroniky Žilkové a Jiřího Hanycha